# Студенец (усадьба)

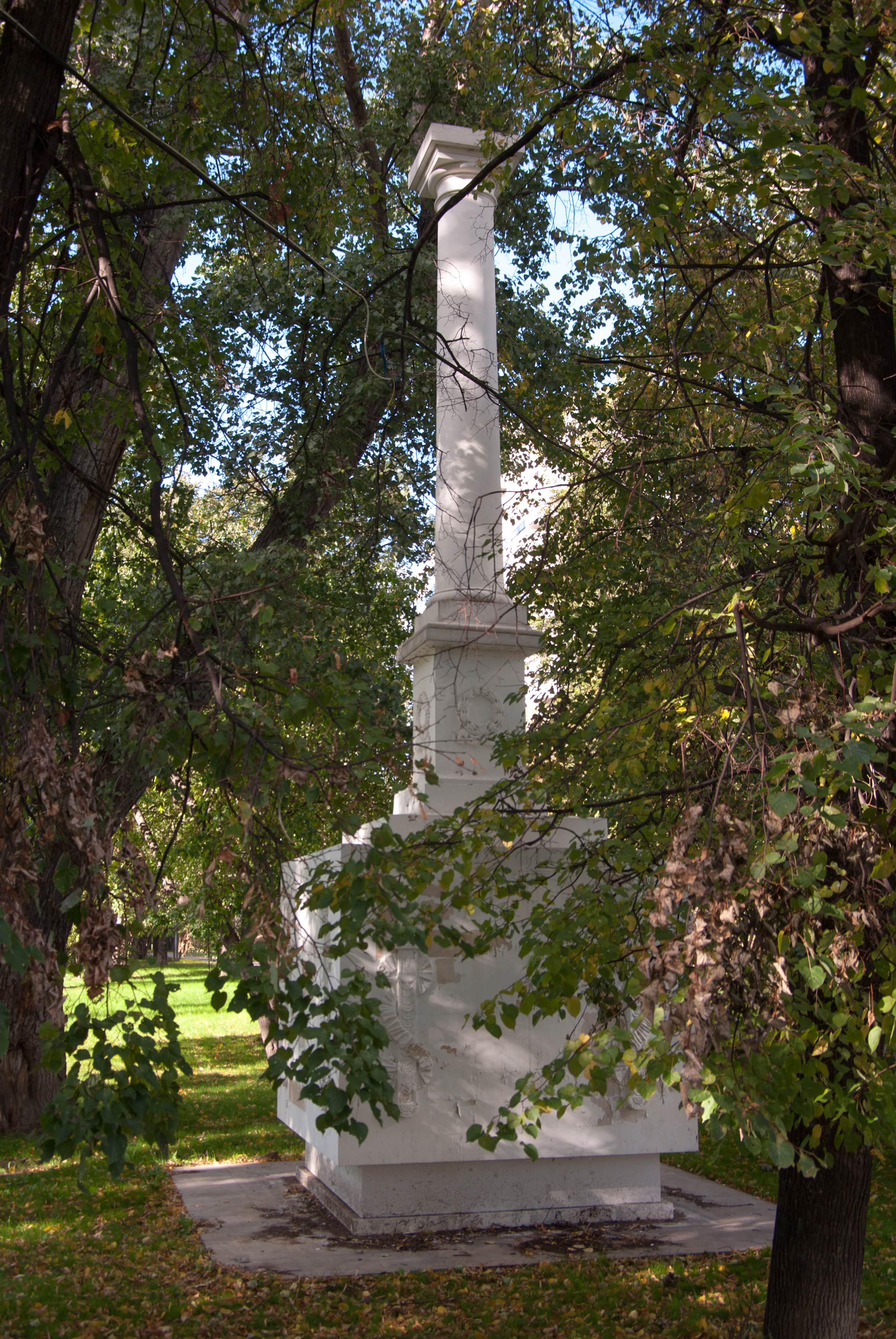
Тосканская колонна

Усадьба Студенец (Трёхгорное) — бывшая дворянская усадьба на территории ПКиО «Красная Пресня» в Пресненском районе Москвы по адресу: Мантулинская улица, владение 5.
Название усадьбы произошло от ручья Студенец, протекающего вдоль Красногвардейского бульвара, и от одноимённого колодца Студенец, славившегося прекрасной водой.
В свою очередь, по названию усадьбы село Выпряжково также стало именоваться Студенец.

## История
В XVIII веке загородный двор в Трёхгорном принадлежал потомкам князя М. П. Гагарина. Его внук князь Матвей Алексеевич в 1790 г. обустроил сад «в голландском стиле» с искусственными прудами, получившими известность как Гагаринские пруды. Потом усадьба перешла к княжне Анне Гагариной, вышедшей замуж за тайного советника графа Д. М. Матюшкина.
В начале XIX века «Студенец» принадлежал мужу их дочери Софьи графу Ю. М. Виельгорскому. В 1816 году их сын граф Матвей Юрьевич продал её купцу Н. И. Прокофьеву. Позднее усадьба перешла к графу Федору Толстому и как приданое досталась дочери графа Аграфене, ставшей в 1818 году женой генерала А. А. Закревского.
В 1820-х и 1830-х гг. Д. И. Жилярди построил здесь для будущего московского генерал-губернатора дачу. Основной идеей Закревского было создать здесь своеобразный памятник Отечественной войне 1812 г. Он наполнил парк скульптурами военачальников, своих сослуживцев — героев Отечественной войны 1812 года (проект приписывается В. П. Стасову). Из их числа сохранилась только Тосканская колонна (некогда венчавшая её статуя Славы утрачена). Над колодцем с ключевой водой была поставлена восьмигранная беседка-фонтан «Октагон» (арх. Д.И. Жилярди).

## Современность

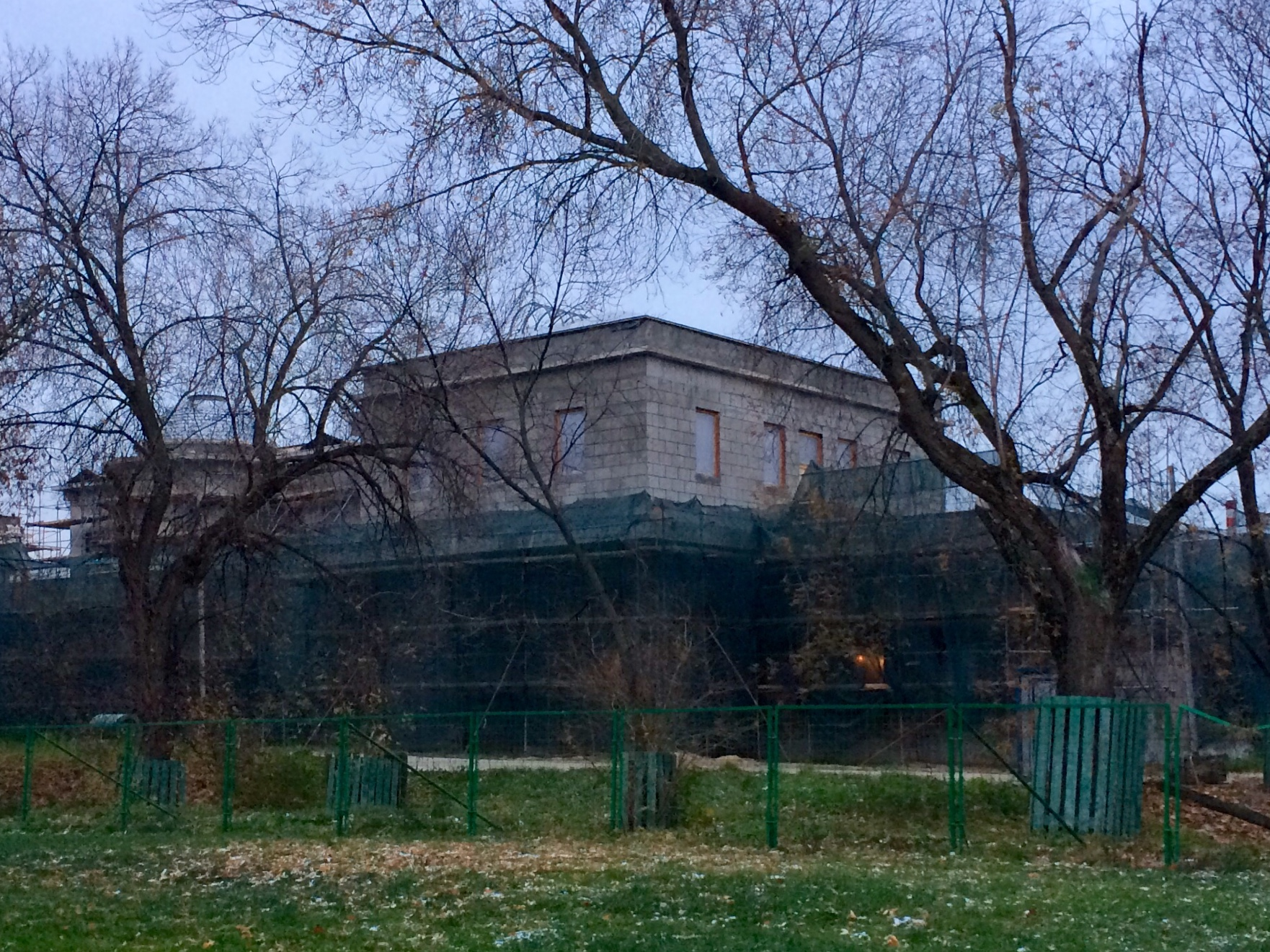
Обезображенный перестройками усадебный дом в начале XXI века занимала Галерея русской ледовой скульптуры

После национализации усадьбы в 1918 году здесь разместилось Общество любителей садоводства. Главный дом усадьбы (выходил на Краснопресненскую набережную) с флигелями долгое время находился в полуразрушенном состоянии и фактически был разрушен в первой половине XX века, к 60-м годам от него остался лишь фундамент и флигели. В 1960 году центральная часть парка (около 18 га) была объявлена памятником истории и культуры федерального значения и взята под охрану государства. Уцелели пейзажная планировка парка с асимметрично расположенными фонтаном и мостами (1970 гг.). С некоторыми утратами сохранился садовый павильон-водокачка (беседка-фонтан) «Октагон» (арх. Д.И. Жилярди), в конце 1973 года он был перемещен на другое место. Уцелела и Тосканская колонна на острове, первый в России памятник героям войны 1812 года (арх. В.П. Стасов). Парадные чугунные ворота усадьбы в стиле ампир были воссозданы архитекторами-реставраторами А. С. Королёвой и Н. Ф. Журиной по фотографии 1930-х годов в 1998 году на новом месте (вход с Мантулинской улицы).
. От советского периода сохранились остатки летнего театра. Долго время сад украшало и здание бывшего кинотеатра «Красная Пресня» (снесено в 2024 году). В 1998 году были начаты работы по воссозданию усадьбы и парка. В 2010 года началось восстановление усадебного дома, однако в 2011 году статус охранного объекта был понижен до регионального значения. 

Строительство здания на месте главного дома (2023)

В 2015 году проект реставрации усадьбы прошел государственную экспертизу, планировалось вернуть объекту исторический ландшафтный облик, воссоздать утраченные «Каменный павильон» и «Каменный памятник», восстановить утраченные каналы. В 2023 году, несмотря на охранный статус, вместе с воссозданным главным домом были снесены исторические флигели усадьбы (проект Д.И. Жилярди), нарушена уникальная система каналов и прудов. Нависла угроза и над другими историческими постройками парка. По состоянию на май 2024 года на территории бывшей усадьбы ГК "Киевская площадь" ведет строительство многофункционального комплекса "Венеция".